# El iconostasio: Una teoría de la estética
El Iconostasio. Una teoría de la Estética, es la aportación fundamental del científico, teólogo y humanista Pável Florenski (1882-1937) a la filosofía del arte, así como la obra de lengua rusa más importante en esta materia.[cita requerida] La obra puede ser entendida como una importante representación moderna del pensamiento neoplatónico.[cita requerida]
Al igual que su autor, la obra fue perseguida por el régimen soviético. Concluida su redacción en 1922, no tuvo propiamente difusión hasta mediados de siglo y no alcanzó edición rusa, y además muy limitada, hasta 1972. Posteriormente ha sido vertida a las grandes lenguas europeas y a algunas del Este. La primera edición propiamente dicha fue la italiana de 1977; definitiva en 2008. En 2016, Natalia Timoshenko, profesora de Filología eslava, publica la obra para el mundo hispánico, salvando así una de las lagunas más significativas del pensamiento estético en lengua española. La mayor relación del pensamiento estético de Florenski con la cultura española se localiza en sus reflexiones sobre la pintura de El Greco y de Picasso.
El Iconostasio cumple en sumo grado esa fórmula de acceso a lo general a partir de un elemento particular, o aparentemente particular, un género pictórico cuyo fundamento y significado transciende los límites de esa categoría artística para acceder a valor filosófico general.
Léase el concepto conclusivo:

No es el icono, en cuanto monumento del arte cristiano, lo que se convierte en el objeto de nuestro estudio, sino que es el santo mismo quien, por medio del icono, nos sigue enseñando. En el momento en que una fisura, por delgadísima que fuera, hiciera desprenderse ontológicamente al icono del propio santo, éste se ocultaría de nosotros en una esfera impenetrable, y el icono se convertiría en una cosa más entre otras. En ese momento el nexo viviente entre lo terrenal y lo celestial, es decir, la religión, en un determinado lugar de la vida se habría desintegrado, una llaga de lepra habría mortificado esa parte de la vida, y entonces debería surgir el temor de que esa desintegración no fuera aún más lejos.

La obra consta de siete partes:
1. El sueño como frontera entre el mundo visible y el invisible
2. Rostro, máscara y semblante
3. El significado del templo, el altar y el iconostasio
4. El significado espiritual de los cánones iconográficos
5. El santo pintor de iconos
6. Diálogo teológico sobre la profundidad metafísica de la pintura de iconos
7. Antecedentes del icono: la máscara egipcia y el retrato helenista.